# يوليوس بلانك
يوليوس بلانك (بالإنجليزية: Julius Blank)‏ هو مهندس أمريكي، ولد في 2 يونيو 1925 في مانهاتن في الولايات المتحدة، وتوفي في 17 سبتمبر 2011 في بالو ألتو في الولايات المتحدة.